# کفال خاکستری شنی
کفال خاکستری شنی (نام علمی: Myxus) نام یک سرده از تیره ماهی کفال است.